# Pijama (postres)
El pijama són unes postres elaborades amb flam, fruita en almívar, gelat i nata, inspirades en el Pêche Melba. Va ser inventat el 1951 per Paco Parellada, responsable del restaurant 7 Portes de Barcelona, quan oficials de la Sisena Flota dels Estats Units van demanar un Pêche Melba i Parellada va elaborar la seva interpretació a partir de les instruccions dels clients. El nom pijama es va originar com una deformació de Pêche Melba, per l'accent de l'oficial estatunidenc que el va demanar.